# Ejeg
Az Árpád-kor-ban virágzó Ejeg és a vele összenőtt Remeteszeg falu a mai Mátészalkától keletre feküdt.
Ejeg eredetileg a Kraszna (folyó) helyi szakaszának középkori neve volt, és valószínűleg átvitellel alkalmazták a településre (vagy fordítva).
A Remeteszeg, a remete és a szeg (éles folyókanyar) szavak összetétele. Egy remete kunyhója állhatott ezen a területen. (Szab.-Szatm.i.h.)

## Története
Ejeg, az ősi Árpád-kori falu egykor a mai Mátészalka határába esett, vele szomszédos település volt Remeteszeg. A két falu azonban idővel összenőtt. A települések a velük szomszédos Matei és Gurhó faluval együtt, a Hontpázmány nemzetség-ből származó Hunt ispán birtokai közé tartoztak.
1303 júniusában a Mátéi család utolsó férfi tagja Hunt comes, birtokait családtagjaira (feleségére, nővére gyermekeire és asszonylányaira) hagyta. Ekkor már két Mathei falut említ végrendeletében. Az egyik Mateí faluban állt a család kegyúri temploma, melyet Mihály arkangyal tiszteletére szenteltek. Az ősi birtoktesthez tartozott még 'Ejeg-, Kapus- és Gurhó település, és a vásárolt Besenyő falu is.
Ejeg település 1303-ban tűnik fel mint a Hontpázmány nemzetségbeli Mátéi Hunt comes ősi birtoka.
1324-ben Magyar Pál szerzi meg a szomszédos Mátéval és Szalkával együtt.
1355-ben az óbudai klarisszáknak engedte át.
1367-ben új gazdái eladták a Csaholyi család-nak. Ekkor már lakatlan volt a szomszédos és vele összenőtt Remeteszeg-gel együtt. Remeteszeg egy részét a Csaholyiak telepítették be.
A 16. század végén a Prépostváry család, Prépostváry Bálint főkapitány birtokába került, aki egy megerősített kastélyt építtetett benne.